# ハイチ国

ハイチ国
État d'Haïti  (フランス語)
Leta an Ayiti  (ハイチ・クレオール語)

ハイチ国の地図（1806年 - 1808年）

ハイチ国（ハイチこく、フランス語: État d'Haïti）は、かつてハイチの北部に存在した共和国である。

## 概要
ハイチ帝国皇帝ジャック1世の暗殺後、ハイチは北部のハイチ国と南部のハイチ共和国に分裂した。北部のハイチ国では、ジャック1世の暗殺に関わった一人であるアンリ・クリストフが「ハイチ国陸海軍大元帥兼大統領」に就任した。
1811年、クリストフは突如自身を国王と宣言し、アンリ1世として独裁的に振舞い始めた。